# Veneración a San Benito de Palermo

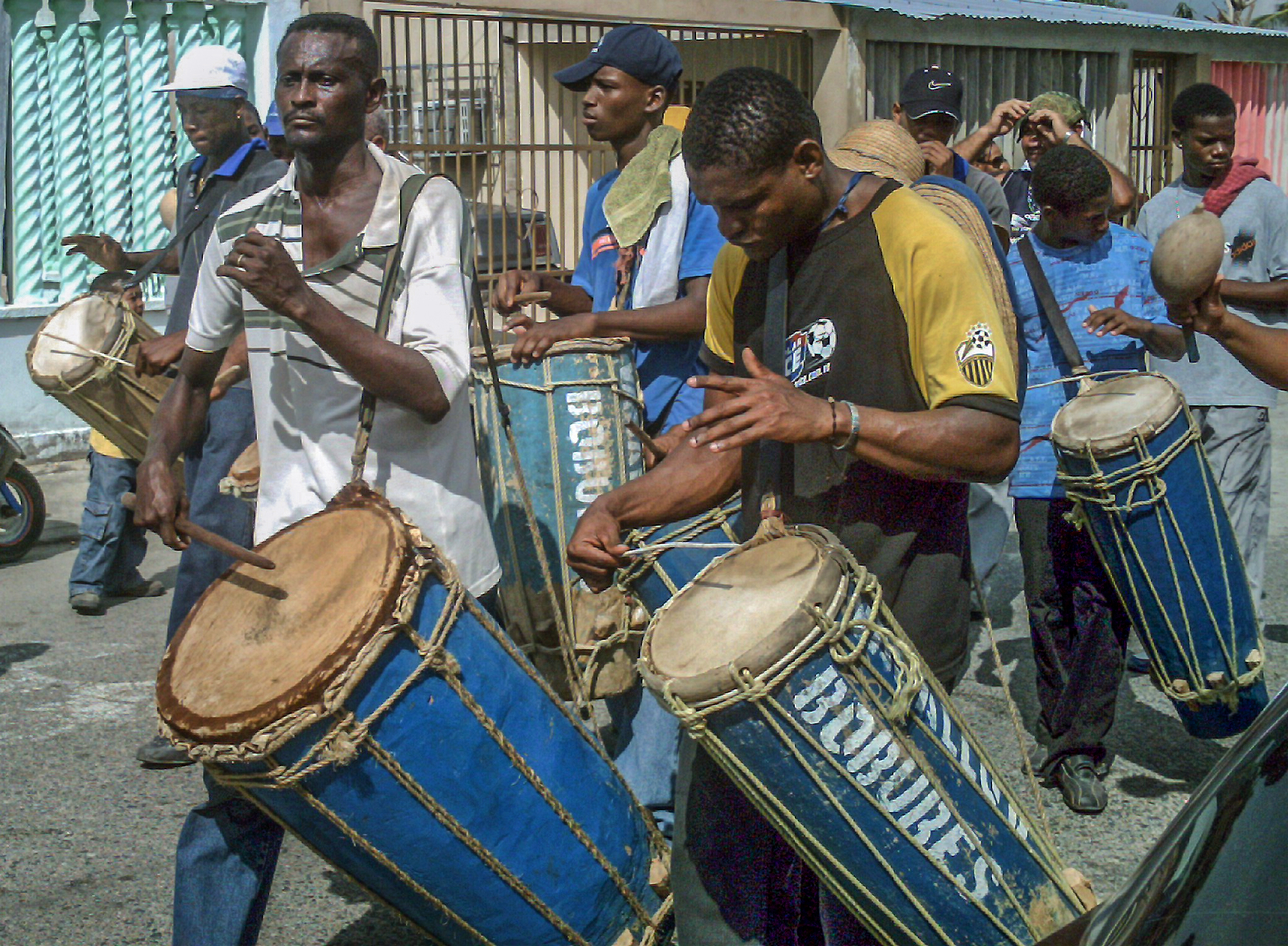
San Benito de Palermo en Bobures.

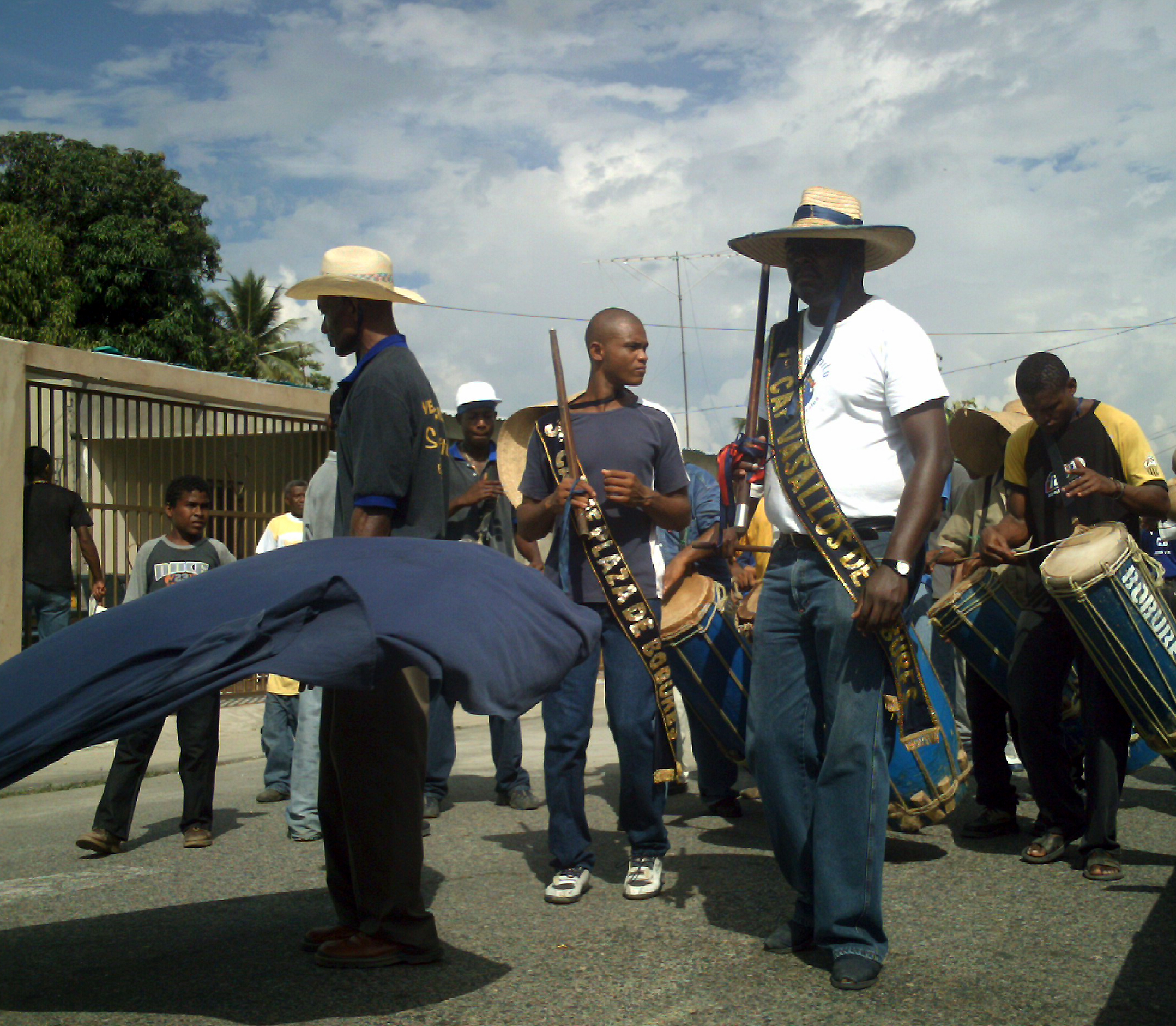
Tambores de San Benito de Palermo en Bobures.

El culto a San Benito de Palermo se realiza en muchas regiones de Venezuela y Colombia. Se lleva a cabo con fervor especialmente en el sur del Lago de Maracaibo, Estado Zulia, donde se da la multitudinaria participación del pueblo y la esmerada elaboración del ritual. Sus fiestas patronales tienen su inicio los días 27 de diciembre y finalizan el 6 de enero.

## Historia
San Benito, patrón de Palermo, también conocido como el Moro, era hijo de negros esclavos manumisos. Nació entre 1524 y 1525 en el pueblo siciliano de San Fratello, y murió a finales del siglo XVI (1589) en la ciudad de Palermo. Su culto se extiende actualmente por las comunidades de los descendientes de esclavos negros americanos.
Los Chimbángueles, expresión músico teatral popular con que se ofrenda al santo negro, posiblemente sean una síntesis producida en tierras venezolanas de antiguas culturas africanas de diversas y desconocidas procedencias.
Las culturas – Ewe Fon, de Dahomey (Togo, Benín), Efik, y Efok (Nigeria) e Imbangala (Angola), trasplantadas a esta región por el régimen esclavista, logran ensamblar en este rito, colmado de música frenética y danza, una manifestación auténtica que irradió la fuerza y la energía de esta tradición desde el sur del lago de Maracaibo a varios lugares de Venezuela y Colombia.

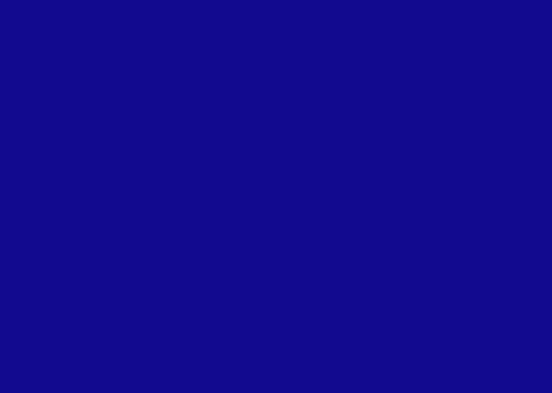
Bandera que acompaña las procesiones de San Benito, su color azul es un sincretismo con la deidad Ajé, señor de las aguas azules

También, entre los Efik y Efok al sur de Nigeria, las mujeres rinden culto a una divinidad llamada Ajé, a la que exclaman alebant, alebant. Igualmente en los Ashanti, en Ghana, cada veintiún días celebraban fiestas a los Adaé o deidades. Estos antiguos ritos africanos, de carácter inicialmente masculino, los relacionan algunos ancianos con los cantos y bailes devocionales -gaitas de tambora- que en honor a San Benito se realizan en el sur del lago de Maracaibo. Parte del canto chimbánguele es Ajé, Ajé San Benito, Ajé, que se entona al ritmo de los cueros.
Las gaitas de tambora, que se mantienen hasta nuestros días con múltiples variaciones, son ejecutadas esencialmente por las mujeres de esos pueblos en la madrugada del 23 de diciembre, día de San Benito. Sus ritmos, venidos de los ancestros africanos, evolucionaron, siguieron mezclándose e influyeron decisivamente - a finales del siglo XIX y comienzos del siglo XX en los antiguos parrandones zulianos, que han derivado en la gaita zuliana moderna.
La exposición de los Chimbángueles, que ahora presenta el Museo de América de Madrid en colaboración con la Embajada de Venezuela en España, trata de aproximar fotográficamente el complejo mundo de estos rituales en torno al San Benito de Palermo, en Venezuela. A través de un registro fotográfico, realizado durante ocho años por el fotógrafo venezolano Luis Trujillo en los pueblos de Bobures, El Batey, Las Dolores y Ceuta, en el sur del Lago de Maracaibo, se intenta mostrar que los Chimbángueles no solo nos revelan un acontecimiento ritual, sino también una impresión estética y el testimonio de la cultura afroamericana.
Todas las comunidades visitadas sorprenden con una serie de golpes de tambor y de bailes, o con sus propias cadencias musicales de profundos significados, que exaltan hasta el paroxismo la veneración sacra, y actualmente continúan siendo el instrumento de cohesión y resistencia frente a la aculturación que la globalización impone. En el Estado Trujillo también es venerado con mucho fervor al santo negro el 25 de diciembre en Betijoque y localidades como Pampán y Monay. En los últimos años se ha convertido en punto de encuentro para festejar las fiestas del santo negro en las fechas 22 y 31 de enero, cuando convergen los diferentes santos de los municipios del Zulia y el estado Trujillo, llegando a reunir hasta 10 chimbangles. En el municipio Motatán, de este mismo estado se realiza cada año la popular romería, como corolario de la celebración del Aniversario de la localidad (2 de septiembre), y durante la misma agrupaciones tamboreras de todo el estado y de regiones vecinas se dan cita y realizan un recorrido por las principales calles. Generalmente participan unas diez agrupaciones, pero se han dado casos donde este número se ha doblado. La veneración a San Benito en esta población incluye además el toque de tambor en otras fechas, como en el propio aniversario, celebraciones aniversarias en los sectores. Existe una capilla denominada San Benito y en las iglesias católicas se incluye un altar a este Santo. También se consigue la imagen de este Santo en el Escudo de Armas oficial del Municipio, e igualmente es mencionado en la letra del Himno Oficial.
También se celebra culto a San Benito de Palermo en España. En la provincia de Pontevedra, una aldea llamada Angoares en el municipio de Ponteareas, coincidiendo con las fiestas patronales de dicha aldea. Seguida por miles de fieles cada año que hacen ofrendas como figuras de vela de formas y partes del cuerpo que sirven algún tipo de dolencia, para que el Santo ayude en su sanación. También se ofrecen huevos, aceite y animales, que serán bendecidos y después subastados.Domingo y lunes se celebran misas y procesiones.La fecha varía según el calendario eclesiástico entre finales de abril y principio de mayo.